# غرينغر سميث
غرينغر سميث (بالإنجليزية: Granger Smith)‏ هو مغني ومغن مؤلف أمريكي، ولد في 4 سبتمبر 1979 في دالاس في الولايات المتحدة.

## وصلات خارجية
- الموقع الرسمي
- غرينغر سميث على موقع ميوزك برينز (الإنجليزية)
- غرينغر سميث على موقع ميوزك برينز (الإنجليزية)
- غرينغر سميث على موقع أول ميوزيك (الإنجليزية)
- غرينغر سميث على موقع ديسكوغز (الإنجليزية)